# バイカー・ライク・アン・アイコン
バイカー・ライク・アン・アイコン（原題：Biker Like An Icon）は、1993年にポール・マッカートニーが発表した楽曲。ヨーロッパの一部の地域でCDシングルが発売された。

## 概要
ポールが屋根裏部屋で作曲した曲。タイトルは妻のリンダがカメラについて語った言葉「I like a Leica, I like a Nikon（ライカが好きだわ、ニコンもいいわね）」から連想したもの(英語圏では“Nikon”は“ナイコン”と発音されるのが一般的)。

アルバム「オフ・ザ・グラウンド」セッションの冒頭に取り上げられた曲。リハーサルのテイクが良かったので、そのままオーバーダビングされてアルバムに収録された。
アルバムのサポーツツアーでも演奏され、ライヴ盤「ポール・イズ・ライブ」に収録されている。